# 푸드TV
푸드TV(Food TV)는 요리 및 식생활을 주제로 방송하는 대한민국의 방송 채널이다.
2017년 9월에 폐국. 그 자리에는 라이프타임으로 대체하였다.